# Unterseeboot U-17 (Autriche-Hongrie)
Pour les autres navires du même nom, voir Unterseeboot 17.
L'Unterseeboot U-17 ou U-XVII est un sous-marin de classe U-10 de la marine austro-hongroise pendant la Première Guerre mondiale. L'U-17 a été mis en chantier en Allemagne en avril 1915 et expédié par sections par chemin de fer à Pula en août, où il a été assemblé. Il a été livré à la marine austro-hongroise à la fin du mois de septembre et mis en service en octobre 1915.
L'U-17 opérait principalement à partir de Cattaro, patrouillant au large des côtes italiennes et albanaises. Tout au long de la guerre, le sous-marin a eu plusieurs occasions de couler des navires marchands et des navires de guerre, mais il n’a pu couler qu’un voilier non identifié en janvier 1916 et un destroyer italien en juillet 1916 dans le cadre d’un effort pour perturber le barrage d'Otrante. À la fin de la guerre, l'U-17 était en réparation à Pula. Il a été remis à l’Italie en guise de réparations de guerre et démoli en 1920.

## Conception
L'U-17 était un petit sous-marin côtier qui avait un déplacement de 127,5 tonnes en surface et 142,50 tonnes en immersion. Il était équipé d’un seul arbre d'hélice, d’un seul moteur Diesel Daimler de 60 ch (45 kW) pour la navigation en surface et d’un seul moteur électrique de 120 ch (89 kW) pour la navigation en immersion. L'U-17 était capable d’atteindre 6,5 nœuds (12,0 km/h) en surface et 5,5 nœuds (10,2 km/h) en immersion. Sa profondeur de plongée allait jusqu’à 50 mètres. Il a été conçu pour un équipage de 17 officiers et matelots.
L'U-17 était équipé de deux tubes lance-torpilles de 450 mm situés à l’avant et transportait deux torpilles de rechange. En octobre 1916, l’armement de l'U-17 a été complété par un canon de 37 mm/23 à tir rapide (QF). Ce canon a été remplacé par un canon de 47 mm/33 QF en novembre 1917.

## Carrière
L'U-17 a été commandé par la marine austro-hongroise le 1er avril 1915 et mis en chantier par AG Weser à Brême plus tard dans le mois. Une fois terminé, le sous-marin a été découpé en sections, chargé sur des wagons et expédié le 30 août à Pula, la principale base navale de la marine austro-hongroise,. Après avoir terminé son voyage de quatre jours, ses sections ont été rivetées ensemble. Bien qu’il n’y ait aucune mention spécifique du temps qu’il a fallu pour assembler les sections de l'U-17, un navire jumeau de type UB I, le sous-marin allemand UB-3, a été expédié d’Allemagne à Pula à la mi-avril 1915 et assemblé en deux semaines environ. L'U-17 a été livré à la marine austro-hongroise le 30 septembre.
L'U-17 a été mis en service dans la marine austro-hongroise le 6 octobre sous le commandement du Linienschiffsleutnant Franz Skopinic. Pendant la majeure partie des deux mois suivants, le bateau patrouille le long de la côte italienne au large de Pula, patrouilles interrompues par des réparations de moteur à la mi-novembre. Le 9 décembre, Skopinic est remplacé au commandement de l'U-17 par le Linienschiffsleutnant Zdenko Hudecek.
À la fin du mois de décembre, l'U-17 opérait à partir de Cattaro et patrouillait au large des côtes de l’Albanie et du Monténégro. Hudecek et l'U-17 ont effectué deux attaques infructueuses sur des destroyers ennemis en janvier. Le 23 février, Hudecek tenta d’attaquer un cargo au large de Durazzo, mais fut repéré et bombardé de grenades anti-sous-marines. Deux jours plus tard, le sous-marin a fait escale à Cattaro pour remplacer un gyrocompas cassé par un nouveau compas magnétique. À la mi-mars, l'U-17 patrouillait à nouveau au large des côtes italiennes et il fut attaqué par voie aérienne le 15 mars au large de Brindisi. Les patrouilles vers l’Italie se poursuivirent jusqu’à la fin mai, lorsque l'U-17 fut envoyé patrouiller en mer Ionienne. Des missions dans le détroit d'Otrante suivirent en juin, dans le cadre du plan visant à perturber le barrage d'Otrante. Le 12 juin, le sous-marin tenta d’attaquer un torpilleur italien de classe Orfeo. Le torpilleur a survécu et a répliqué en larguant plusieurs grenades anti-sous-marines à proximité de l'U-17. Le 10 juillet, l'U-17 torpilla et coula le destroyer italien Impetuoso de 680 tonnes. L'Impetuoso a été le seul navire coulé par l'U-17. Le sous-marin a continué à patrouiller dans l’Adriatique pendant le reste de l’année 1916. L'U-17 a été bombardé par un destroyer au large de Fano le 14 septembre. Deux jours plus tard, une attaque ratée de l'U-17 contre un vapeur entraîna un autre bombardement de grenades anti-sous-marines, cette fois par un torpilleur de classe Orfeo. Au début d’octobre, une attaque aérienne menée par deux avions endommage l'U-17.
L’année 1917 a été sans histoire pour l'U-17. Le sous-marin a repris en janvier ses patrouilles au large de l’Albanie. En mai, le sous-marin a dû plonger en catastrophe près de Valona lorsqu’un bombardier est apparu au-dessus de lui et a largué sa charge de bombes. Une incursion à Bari en juillet offrit à l'U-17 une autre occasion d’attaquer un vapeur, mais les torpilles manquèrent leur cible. Le 16 août, l'U-17, désormais sous le commandement du Linienschiffsleutnant Hermann Rigele, tenta une attaque à la torpille contre un cargo au large de Saseno. À la fin du mois d’octobre, l'U-17 échappe aux dommages causés par une attaque à la torpille effectuée par un sous-marin ennemi près du cap Menders, en Albanie. Un mois plus tard, le sous-marin est à nouveau attaqué par les airs, survivant à deux bombes larguées par un avion isolé.
Dans la première partie de juin 1918, l'U-17 patrouille au large des côtes italiennes, mais il est retourné à Cattaro le 12 juin. Deux semaines plus tard, le bateau est parti pour Pula pour subir des réparations. À la fin de la guerre, les réparations du navire restaient inachevées. L'U-17, à Pula avec six autres sous-marins austro-hongrois, a été cédé à l’Italie en guise de réparations de guerre. L'U-17 a été démantelé à Pula par les Italiens en 1920.

## Commandants
- Franz Skopinic : du 6 octobre au 9 décembre 1915.
- Zdenko Hudeček : du 9 décembre 1915 au 17 septembre 1916.
- Franz Rzemenowsky von Trautenegg : du 17 septembre au 9 octobre 1916.
- Zdenko Hudeček : du 9 octobre au 19 décembre 1916.
- Karl Edler von Unczowski : du 19 décembre 1916 au 6 janvier 1917.
- Zdenko Hudeček : du 6 janvier au 26 février 1917.
- Albrecht Graf von Attems : du 26 février au 12 juin 1917.
- Hermann Rigele : du 12 juin au 22 novembre 1917.
- Wladimir Pfeifer : du 22 novembre 1917 au 26 août 1918[2].

## Navires coulés
| Date             | Nom                   | Nationalité  | Tonnage | Destin |
| ---------------- | --------------------- | ------------ | ------- | ------ |
| 1er janvier 1916 | Voilier non identifié | Inconnu      | 40      | Coulé  |
| 10 juillet 1916  | Impetuoso             | Regia Marina | 680     | Coulé  |